# Морнарички истражитељи: Лос Анђелес (12. сезона)
Дванаеста сезона америчко полицијо-процедуралне драме МЗИС: Лос Анђелес је емитована од 8. новембра 2020. до 23. маја 2021. године на каналу ЦБС. Сезона се састоји од 18 епизода. Ово је последња сезона у којој се Берет Фоа и Рене Фелис Смит појављују као чланови главне поставе серије.

## Опис
Кејлеб Кастил је унапређен у главну поставу на почетку сезоне. Берет Фоа и Рене Фелис Смит су напустили серију на крају сезоне. Линда Хант је напустила главну поставу на крају сезоне. Берет Фоа се веома мало појављивао у овој сезони.

## Улоге

### Главне
- Крис О’Донел као Гриша Кален
- Данијела Руа као Кензи Блај
- Ерик Кристијан Олсен као Мартин А. Дикс
- Берет Фоа као Ерик Бил
- Рене Фелис Смит као Нел Џоунс
- Медалион Рахими као Фатима Намази
- Кејлеб Кастил као Девин Раунтри
- Линда Хант као Хенријета Ленг
- Ел Ел Кул Џеј као Сем Хана

### Епизодне
- Џералд Мекрејни као Холас Килбрајд (Епизоде 9, 11, 14, 16-18)

## Епизоде
| Бр. у серији | Бр. у сезони | Наслов                                      | Редитељ            | Сценариста                              | Пpемијерно емитовање | Прод. код | Бр. гледалаца (у милионима) |
| --- | ------------ | ------------------------------------------- | ------------------ | --------------------------------------- | -------------------- | --------- | --------------------------- |
| 263 | 1            | "Медвед"                                    | Денис Смит         | Р. Скот Џемил                           | 8. новембар 2020.    | 1203      | 6.35                        |
| Када је руски бомбардер нестао док је прелетао тло САД, Кален и Сем морају да га пронађу у пустињи и обезбеде оружје и податке пре него што Руси у њему униште све. Такође, Хети је дала Нел шифровани задатак. |              |                                             |                    |                                         |                      |           |                             |
| 264 | 2            | "Ратни злочини"                             | Јангзом Брауен     | Џордана Луис Џеф                        | 15. новембар 2020.   | 1202      | 6.10                        |
| Како је почело суђење десетару ког су Кален и Сем ухапсили прошле године због ратних злочина, екипа МЗИС-а је позвана да помогне у проналажењу несталог кључног сведока. |              |                                             |                    |                                         |                      |           |                             |
| 265 | 3            | "Бесна Карен"                               | Денис Смит         | Р. Скот Џемил                           | 22. новембар 2020.   | 1201      | 6.11                        |
| Када је Нел послала Сема да се састане са доушником који који намерава да ода једну војну тајну, Ханин живот доведен је у опасност када је човек покушао да га прегази колима. |              |                                             |                    |                                         |                      |           |                             |
| 266 | 4            | "Прилив новца"                              | Јангзом Брауен     | Кајл Харимото                           | 6. децембар 2020.    | 1204      | 4.56                        |
| Тело мртвог резервисте пронашли су лопови у току пљачке, а МЗИС мора да ради са провалницима како би решио злочин. |              |                                             |                    |                                         |                      |           |                             |
| 267 | 5            | "Буђење мртвих"                             | Теренс О’Хара      | Френк Милитари                          | 6. децембар 2020.    | 1205      | 3.86                        |
| Како би добила кључни податак у вези државне безбедности, Кензи мора да се нађе лицем у лице са друштвопатом који је опседнут њоме од кад га је стрпала у затвор пре много година. |              |                                             |                    |                                         |                      |           |                             |
| 268 | 6            | "Ако судбина дозвољава"                     | Ден Лиу            | Ендру Бартлс                            | 13. децембар 2020.   | 1206      | 6.04                        |
| Пре Божића, Хети је доделила Калену случај његовог усвојеног брата и његове супруге којима је по повратку у САД смештено кријумчарење дроге преко границе скривено у боцама са кисеоником. |              |                                             |                    |                                         |                      |           |                             |
| 269 | 7            | "Закаснили"                                 | Теренс О’Хара      | Чед Мазеро                              | 3. јануар 2021.      | 1207      | 5.73                        |
| Истрага убиства човека који је продавао војне тајне довела је екипу МЗИС-а до отмице лекара чија би неуротехнологија могла бити развијена у напредно оружје. Службеници ЦОСОР-а разговарали су са члановима екипе како би видели да ли би Дикс био добар агент МЗИС-а. Кален покушава да разговара о једној важној ствари са Аркадијем. |              |                                             |                    |                                         |                      |           |                             |
| 270 | 8            | "Љубав убија (1. део)"                      | Ден Лиу            | Р. Скот Џемил                           | 10. јануар 2021.     | 1208      | 5.89                        |
| Док је МЗИС истраживао убиство човека који је требало да открије огроман ланац кривотворења, једна стара познаница је постала главна осумњичена и открила је разлог свог повратка. Дикс се мучи на обуци како би постао службено агент МЗИС-а.                                                                                          |              |                                             |                    |                                         |                      |           |                             |
| 271 | 9            | "Свршен чин (2. део)"                       | Ерик Пот           | Р. Мет Клафтер и Кајл Харимото          | 17. јануар 2021.     | 1209      | 5.57                        |
| Док МЗИС покушава да пронађе вођу организованог злочина који покушава да купи украдену одбранбену технологију, Кален је отишао код Ане да јој постави врхунско питање. Дикс је избачен са обуке, али је сазнао да Хети има изненађење за њега које ће му променити живот.                                                               |              |                                             |                    |                                         |                      |           |                             |
| 272 | 10           | "Жабчева ћерка (3. део)"                    | Тавниа Мекирнан    | Индира Гибсон Вилсон и Џордана Луис Џеф | 14. фебруар 2021.    | 1210      | 6.15                        |
| Када му је ћерка отета, Сем је открио да је она крила неке тајне од њега. |              |                                             |                    |                                         |                      |           |                             |
| 273 | 11           | "Русија, Русија, Русија (1. део)"           | Данијела Руа       | Р. Скот Џемил                           | 21. фебруар 2021.    | 1211      | 5.92                        |
| Када је Кален отишао у Народно средиште за противтероризам под изговором да саслуша руског агента из случаја обореног ваздухоплова који је истраживао пре неколико месеци, стање се изненада променило па је он задржан под оптужбом да је руски агент.                                                                                 |              |                                             |                    |                                         |                      |           |                             |
| 274 | 12           | "Не могу да скинем поглед са тебе (2. део)" | Тавниа Мекирнан    | Ли А. Карлајл                           | 28. фебруар 2021.    | 1212      | 5.83                        |
| Када је примио шифровану поруку од Хети, Кален је пронашао особу која га је пратила што га је довело до удаљеног места крцатог са Русима где се сусрео очи у очи са Аном. |              |                                             |                    |                                         |                      |           |                             |
| 275 | 13           | "Црвени Ровер, Црвени Ровер (3. део)"       | Теренс О’Хара      | Ендру Бартлс                            | 28. март 2021.       | 1213      | 5.57                        |
| Како би спасли Џоел даљег мучења Руса, Кален и МЗИС морали су да понуде Ану као мамац Катји. Кален је коначно сазнао ко га је оптужио да је Руски агент. |              |                                             |                    |                                         |                      |           |                             |
| 276 | 14           | "Племените девојке (4. део)"                | Џејмс Хенлон       | Чед Мазеро и Р. Скот Џемил              | 4. април 2021.       | 1214      | 5.55                        |
| Пошто је Ана отета, Кален и екипа журе да је спасу док је нису бродом послали за Русију. Нел је добила понуду од адмирала Килбрајда. Киркин је погинуо у пуцњави. |              |                                             |                    |                                         |                      |           |                             |
| 277 | 15           | "Синдром преваранта"                        | Ерик Пот           | Саманта Чејс                            | 2. мај 2021.         | 1215      | 5.61                        |
| МЗИС је дошао до УСБ-а који садржи невероватно добре лажњаке мртвих терористичких вођа и мора да пронађе опасну технологију која стоји иза тога. Међутим, када су везе екипе хаковане током задатка, они су сазнали да је један од њихових агената био жртва те претње.                                                                 |              |                                             |                    |                                         |                      |           |                             |
| 278 | 16           | "Знаци промене"                             | Денис Смит         | Индира Гибсон Вилсон и Џордана Луис Џеф | 9. мај 2021.         | 1216      | 5.60                        |
| Када је нова војна технологија украдена, једна глувонема инжењерка која је одувек хтела да служи домовини, иначе једина чланица екипе која је преживела крађу, помаже Кензи и МЗИС-у да пронађе технологију пре него што буде однета из земље.                                                                                          |              |                                             |                    |                                         |                      |           |                             |
| 279 | 17           | "Мрачна слика у огледалу"                   | Френк Милитари     | Френк Милитари                          | 16. мај 2021.        | 1217      | 5.85                        |
| Када је војно и обавештајно лице мучено и убијено, МЗИС мора да сарађује са Џоел која их је обавестила да је још оперативаца ЦИА-е побијено на исти начин, а Кензи је добила претећу разгледницу од Дејвида Кеслера, социопате опседнутог њоме.                                                                                         |              |                                             |                    |                                         |                      |           |                             |
| 280 | 18           | "Прича о два Игора"                         | Џон Питер Кјузакис | Кајл Харимото и Р. Скот Џемил           | 23. мај 2021.        | 1218      | 6.18                        |
| Дикса је отео један Киркинов сарадник како би му помогао, екипа МЗИС-а истражује рањавање војног делфина опремљеног руским микрочипом, Ерик је изнео Нел једну занимљиву понуду, а Хети се вратила.Последња појава Ерика Била и Нел Џоунс. Последња стална појава Хенријете Ленг.                                                       |              |                                             |                    |                                         |                      |           |                             |

## Производња

### Развој и снимање
ЦБС је 6. маја 2020. обновио серију за дванаесту сезону, која је премијерно приказана 8. новембра 2020. Продукција дванаесте сезоне почела је 23. септембра 2020. са пуним безбедносним протоколима који су на снази усред пандемије вируса Корона.

### Избор глумаца
Калеб Кастил је унаређен у главну поставу пошто се поновио у једанаестој сезони.